# 안동 봉정사 삼층석탑
안동 봉정사 삼층석탑(安東 鳳停寺 三層石塔)은 경상북도 안동시 서후면 태장리, 봉정사 극락전의 영역에 자리하고 있는 삼층석탑이다. 1984년 12월 29일 경상북도의 유형문화재 제182호로 지정되었다.

## 개요
봉정사 극락전의 영역에 자리하고 있는 3층 석탑이다.
2층 기단(基壇)을 쌓아 탑의 토대를 마련하고 그 위로 3층의 탑신(塔身)과 머리장식을 얹은 일반적인 모습이다. 아래·위층 기단의 각 면에는 모서리와 가운데에 기둥모양을 새겼다. 기단에 비해 폭이 좁아진 탑신부는 각 층의 몸돌 크기가 위로 갈수록 적당하게 줄어들면서도, 폭의 변화는 적다. 지붕돌도 높이에 비해 폭이 좁고 두툼하다. 꼭대기에는 머리장식의 일부만 남아있다.
각 부분에 형식화가 심하고, 지붕돌이 두툼한 점으로 보아 고려시대의 작품으로 짐작된다.

## 참고 문헌
- 봉정사삼층석탑 - 국가유산청 국가유산포털